# Palua
Der Palua ist ein osttimoresischer Fluss im Verwaltungsamt Maubara (Gemeinde Liquiçá). Wie die meisten kleineren Flüsse im Norden Timors fällt auch der Palua außerhalb der Regenzeit trocken.

## Verlauf
Der Palua entspringt im Zentrum des Sucos Vatuvou. Er fließt nach Norden und erreicht bald die Sawusee, in die er östlich des Ortes Raeme und des Maubarasees mündet. Kleinere Zuflüsse vereinen sich mit dem Fluss.